# ESPN Sunday Night NFL
ESPN Sunday Night NFL est un jeu vidéo de football américain sorti en 1994 sur Mega Drive et Super Nintendo. Le jeu a été développé par Absolute Entertainment et édité par Sony Imagesoft.